# Drummondville
Drummondville es una ciudad de Quebec, Canadá, capital de la región administrativa de Centre-du-Québec y sede del municipio regional de condado de Drummond, situada al este de Montreal en la ribera de San Francisco, tributario al San Lorenzo. La ciudad cuenta con 71.852 habitantes según el censo 2011, siendo la decimocuarta ciudad en población en la provincia. Drummondville es además la localidad principal del municipio regional de condado y del distrito judicial de Drummond. Un 95% de la población de la ciudad habla francés.

## Toponimia
La ciudad de Drummondville fue nombrada en honor a Sir Gordon Drummond, general durante la guerra de 1812, administrador del Alto Canadá desde 1813 hasta 1815 y administrador interino de la América Británica del Norte desde 1815 hasta 1816.

## Historia
Drummondville, anteriormente conocida como Drummond, fue fundada en junio de 1815 por el teniente coronel Frederick George Heriot en las orillas del río San Francisco. Su propósito era instalar a los soldados desmovilizados después de la guerra de 1812 y se asegurar una presencia vigilante sobre las vías de acceso al centro de Quebec, para evitar la posible invasión del ejército de los Estados Unidos.
Drummondville apenas inició su desarrollo hasta 1920, cuando se construyó la central hidroeléctrica de Chute Hemmings, la cual favorizó un crecimiento industrial sostenido. Administrativamente se organizó el 7 de julio de 2004, cuando se fusionaron las ciudades de Dummondville y San Nicéforo, el municipio de Saint-Charles-de-Drummond y la parroquia de Saint-Joachim-de-Courval para conformar la actual ciudad de Drummondville.
Situada en el corazón de la llanura Montérégienne entre las ciudades de Montreal, Quebec, Sherbrooke y Trois-Rivières, Drummondville está próxima a la autopista más importante de Quebec. Su posición geográfica favorable le ha permitido desarrollar su industria textil, la cual desafortunadamente ha sufrido un declive en los últimos años. Los esfuerzos del sector industrial y la Sociedad de Desarrollo Económico de Drummondville le han permitido diversificar su economía local en los últimos 20 años para convertirse en un modelo de desarrollo en Quebec. En el aspecto educativo Drummondville está cubierta por el Consejo Escolar de Chênes, con 34 escuelas primarias, cuatro escuelas secundarias, un centro de formación profesional y un centro de educación general para adultos. También cuenta con un colegio privado y un CEGEP (Colegio de Estudios Generales y Profesionales) que atienden las necesidades educativas de la región.